# Ksantochromia
Ksantochromia – żółte zabarwienie płynu mózgowo-rdzeniowego. Najczęściej występuje w przebiegu krwotoku podpajęczynówkowego, kiedy próbka podbarwiona krwią zostanie odwirowana. Ksantochromia występuje również w przebiegu żółtaczek u dorosłych, kiedy stężenie bilirubiny w surowicy > 256 mmol/l. U noworodków może występować w żółtaczce poporodowej. Ponadto występuje w zespole Froina oraz innych schorzeniach.
Ksantochromia często jest wynikiem rozpadu krwinek czerwonych do hemu, a następnie do bilirubiny. 